# Репродуктивная изоляция
Репродуктивная изоляция — механизмы, предотвращающие обмен генов между популяциями. Разделение генофондов популяций в некоторых случаях ведет к образованию новых видов. Репродуктивная изоляция может осуществляться путём предотвращения оплодотворения либо путём образования нежизнеспособных или стерильных гибридов, как, например, в случае мула и лошака.
Согласно Эрнсту Майру, термин был придуман Альфредом Эмерсоном в 1935 году. Термин «репродуктивная изоляция» широко употреблялся Феодосием Добржанским и Эрнстом Майром.
Существуют несколько форм репродуктивной изоляции — предзиготическая (препятствует оплодотворению), постзиготическая (помехи гибридизации), рассеянные в геноме повторы.

## Предзиготическая изоляция
Предзиготическая изоляция создаётся физическими преградами (река, океан) между двумя популяциями, этологическими различиями (в поведении), а также различиями в процессе деления клеток, которые приводят к несовместимостям между популяциями.
Видообразование путём репродуктивной изоляции часто происходит у растений и связано с ошибками при делении клеток (митоз), которое приводит к увеличению числа хромосом. Для разных видов растений характерны различные периоды цветения, соответственно, освобождения гамет. Для животных характерно препятствие к спариванию. Несовместимость формы половых органов создает механический барьер, который приводит к репродуктивной изоляции. Часто гаметы разных видов оказываются несовместимыми и не образуют зиготу. Сперматозоиды могут содержать неподходящие ферменты для растворения оболочки яйцеклетки.

## Препятствия гибридизации (постзиготические)
Если оплодотворение происходит, существуют препятствия для образования гибридов. Первый барьер — гаметический — после слияния гамет образовавшаяся клетка не делится и погибает. Второй барьер — зиготический — зигота образуется и быстро погибает. Третий — на стадии эмбриона или личинки  — происходит спонтанный выкидыш плода. Четвёртый — нежизнеспособность гибридов — потомство оказывается слабым, не справляется с факторами окружающей среды и погибает. Пятый барьер — стерильность гибридов — потомство не даёт собственного потомства. Наконец, бывают случаи стерильности потомков гибридов. Эти механизмы предотвращают распространение генетического материала между видами.

## Рассеянные повторы
В результате встраивания рассеянных повторов образуются негомологичные последовательности ДНК, которые создают препятствия для конверсии генов. Этот барьер является изолирующим механизмом, защищающим новые аллели от перезаписи предковыми аллелями. Такой механизм репродуктивной изоляции приводит к разделению генофондов без физической изоляции популяций.